# Percina peltata
Percina peltata är en fiskart som först beskrevs av Jay Richard Stauffer Jr., 1864.  Percina peltata ingår i släktet Percina och familjen abborrfiskar. Inga underarter finns listade i Catalogue of Life.